# Ljung Ekhult
Ljung Ekhult är en bebyggelse vid norra stranden av Ljungssjön i Ljungs socken i Linköpings kommun. Från 2015 avgränsar SCB här en småort.